# Лавка чудес
«Ла́вка чуде́с» (англ. Mr. Magorium’s Wonder Emporium, буквально — «Удивительный торговый центр мистера Магориума») — американский фильм 2007 года, сценаристом и режиссёром которого является Зак Хелм. 

## Сюжет
Эксцентричный 243-летний мистер Магориум (Дастин Хоффман), родившийся в 1764 году, владеет и управляет волшебным магазином игрушек. Менеджером магазина Магориума является юная девушка Молли Махоуни (Натали Портман), подающая надежды пианистка, которая планирует уйти из магазина и начать музыкальную карьеру.  В один из дней господин Магориум заявляет, что пришло время ему «уйти», а в качестве сюрприза он отдаёт магазин Махоуни. Она ничего не понимает, но Эрик объясняет ей, что, вероятно, Магориум вскоре отправится на небеса. Она убеждает Магориума остаться и бороться с неуверенностью в себе.
В качестве подготовки к своему «отбытию», Магориум нанимает бухгалтера Генри Вестона (Джейсон Бэйтман), чтобы тот разобрался с связанной с магазином бумажной работой. Махоуни не нравится недостаток чувства юмора у Вестона и его неверие в волшебство. Из-за этого неверия магазин, обладающий собственным сознанием, начинает разрушаться, вынуждая покупателей уходить.
Вторая сюжетная линия фильма — мальчик Эрик, который иногда приходит поиграть в магазин. У него нет друзей, но он заводит дружбу с Вестоном и Магориумом.  
Когда Магориум умирает, Махоуни выставляет магазин на продажу. Эрик очень сожалеет об этом и обращается к Вестону с «деловым предложением»: он хочет вложить свои сбережения и карманные деньги в магазин. Вестон видит, как одна из игрушек начинает двигаться сама по себе, и убеждается, что магазин — волшебный. Эрик и Вестон убеждают Махоуни поверить не в магазин, а в себя. 

## В ролях
| Роль                   | Актёр           |
| ---------------------- | --------------- |
| Мистер Эдвард Магориум | Дастин Хоффман  |
| Молли Махоуни          | Натали Портман  |
| Генри Вестон           | Джейсон Бейтман |
| Беллини                | Тед Лудзик      |
| Эрик Эплбаум           | Зак Миллс       |
| Брэнда                 | Пола Бодро      |
| Дэйв Вулф              | Майк Рилба      |
| Кермит                 | Стив Уитмайр    |
| Кэсси                  | Саманта Харви   |
| Миссис Гудмэн          | Киле Санчес     |

## Производство
Это первый сценарий, который Зак Хелм написал после заключения контракта с 20th Century Fox, но он оставался неэкранизированным до тех пор, пока Хелм не смог выкупить его, закончив работу над сценарием фильма «Персонаж».
Съёмки начались в конце марта 2006 года в Торонто (Канада) и длились до 6 июня 2006 года.
Фильм (производства Walden Media и Mandate Pictures) появился в кинотеатрах США 16 ноября 2007 года. Фильм выпущен 20th Century Fox и Walden Media через их совместное подразделение Fox-Walden.
5 сентября 2007 года «ComingSoon!» объявил, что, согласно оценке MPAA, фильму присвоен рейтинг «G». Это третий фильм 20th Century Fox для показа в кинотеатрах, следом за фильмами «Everyone’s Hero» и «Анастасия», который получил рейтинг «G» от MPAA.
Этот фильм отмечен первым неэпизодическим присутствием на больших экранах лягушонка лягушонка Кермита: последний раз такое было в фильме 1999 года «Маппет-шоу из космоса».

## Премьера Leicester Square
На премьере «Лавки чудес» присутствовали Дастин Хоффман и Натали Портман, что удвоило
спрос на билеты, которые были доступны для публики. Деньги, заработанные на этом событии, были пожертвованы детскому фонду Барнардо (англ. Barnardo's children charity) и другим благотворительным организациям Великобритании.

## Отзывы критиков
Фильм получил в основном негативные оценки критиков. Так, согласно обработчику обзоров Rotten Tomatoes от 21 ноября 2007 года, положительную оценку фильму дали 36 % критиков (85 обзоров) при единодушном мнении, что «красочные визуальные эффекты и талантливая игра актёров не могут компенсировать „пресный“ сюжет». На Metacritic фильм получил оценку в среднем в 48 баллов из 100 на основании 25 обзоров.

## Кассовые сборы
В США и Канаде фильм вышел 16 ноября 2007 года и за первый уик-энд собрал 9,6 млн $ в 3 164 кинотеатрах, заняв пятое место по кассовым сборам. На 28 ноября 2007 года фильм собрал 22 442 967 $ внутри страны и 2 453 919 $ за границей. В итоге, в мировом кинопрокате фильм собрал $ 69 474 661.